# Land of the Free (album)
Land of the Free è il quarto album registrato in studio della band tedesca dei Gamma Ray, e vede il ritorno alla voce principale di Kai Hansen; fino a quel momento infatti il leader fondatore si era limitato alla chitarra solista ed ai cori, per dei problemi alle corde vocali che negli anni lo avevano tormentato.
La formazione del gruppo cambia ancora una volta rispetto a quella del disco precedente: il cantante Ralf Sheepers fu appunto sostituito da Hansen; inoltre il bassista Jan Rubach e il batterista Thomas Nack abbandonarono il gruppo durante la parte finale del tour di supporto all'album.

## Tracce
Testi e musiche di Kai Hansen, eccetto dove indicato.
1. Rebellion in Dreamland – 8:44
2. Man on a Mission – 5:49
3. Fairytale – 0:50
4. All of the Damned – 5:00
5. Rising of the Damned – 0:43
6. Gods of Deliverance – 5:01 (musica: Rubach)
7. Farewell – 5:11 (Schlächter)
8. Salvation's Calling – 4:36 (Rubach)
9. Land of the Free (feat. Michael Kiske) – 4:38
10. The Saviour – 0:40
11. Abyss of the Void – 6:04
12. Time to Break Free (feat. Michael Kiske) – 4:40
13. Afterlife – 4:46 (musica: Rubach)

### 2003 Bonus Tracks
1. Heavy Metal Mania (cover degli Holocaust) – 4:49 (John Mortimer)
2. As Time Goes By (versione pre-prodotta) – 4:53 (Hansen, Piet Sielck)
3. The Silence '95 – 6:29

## Formazione
- Kai Hansen - voce, chitarra
- Dirk Schlächter - chitarra, tastiere
- Jan Rubach - basso
- Thomas Nack - batteria

### Ospiti
- Sascha Paeth - tastiere
- Hansi Kürsch - voce in Farewell
- Michael Kiske - voce in Time to Break Free e Land of the Free